# Valeri Guelachvili
Valeri Guelachvili (né le 18 janvier 1960 à Khachouri) est un homme politique et homme d'affaires géorgien qui a été membre du Parlement géorgien de 1999 à 2006 en tant que membre du parti d'opposition L'industrie sauvera la Géorgie, et en 2012-2016 et depuis le 18 février 2020 en tant que membre du parti au pouvoir, le Rêve géorgien.

## Biographie
Valeri Guelachvili est né le 18 janvier 1960 dans la ville de Khachouri. En 1976, il est diplômé du Lycée n. 3 du Chemin de fer transcaucasien. De 1977 à 1981, il a étudié à l'Institut de culture physique de Géorgie.
De 1981 à 1991, il a travaillé comme professeur de culture physique. De 1991 à 1999, il a été directeur général de la joint-venture V & G. Entre 2006 et 2012, il est PDG de la même société. Entre 2011 et 2012, il a été directeur de "Evra" LLC, une entreprise de construction à laquelle il appartenait depuis le début des années 2000. En 2005, Gelachvili a été impliqué avec Evra LLC dans la construction de la nouvelle administration présidentielle de Géorgie, avant d'entrer en conflit avec le président Saakachvili.
Il a été élu député indépendant au Parlement géorgien en 1999 pour représenter le district de Khachouri. Il a été réélu lors des élections législatives controversées de novembre 2003 qui seront annulées après la Révolution des roses. En mars 2004, Guelachvili retrouve son poste, cette fois en tant que membre du parti politique d'opposition L'industrie sauvera la Géorgie.
Il quitte temporairement la politique et démissionne de ses fonctions en 2006 après avoir été sévèrement battu lors d'une agression qui a suivi ses critiques du gouvernement Saakachvili. En 2018, le tribunal municipal de Tbilissi condamne in absentia l'ancien président Mikheil Saakachvili à trois ans de prison pour abus de pouvoir dans l'affaire d'agression de Guelachvili. Aux élections législatives de 2012 qui ont vu la victoire du parti d'opposition Rêve géorgien, Gelashvili retrouve ses fonctions au Parlement. En 2016, il décide de ne pas se présenter à la réélection à Khachouri mais est inscrit sur la liste proportionnelle de RG. Le 18 février 2020, à la suite de la démission du député Karlo Kopaliani, il a rejoint le Parlement.